# Iain Sydie
Iain Sydie (* 12. November 1969 in North York) ist ein kanadischer Badmintonspieler. 

## Karriere
Iain Sydie nahm 1996 in allen drei möglichen Disziplinen im Badminton an Olympia teil. Als beste Platzierung erreichte er dabei Platz 9 im Herreneinzel. 1995, 1997 und 1999 wurde er Panamerikameister. Bei den Panamerikaspielen gewann er 1995 und 1999 Gold.

## Sportliche Erfolge
| Saison | Veranstaltung                   | Disziplin    | Platz | Name                          |
| ------ | ------------------------------- | ------------ | ----- | ----------------------------- |
| 1989   | Kanada: Juniorenmeisterschaften | Herrendoppel | 1     | Iain Sydie / S. Halliday      |
| 1989   | Kanada: Juniorenmeisterschaften | Mixed        | 1     | Iain Sydie / Robbyn Hermitage |
| 1989   | Kanada: Juniorenmeisterschaften | Herreneinzel | 1     | Iain Sydie                    |
| 1990   | Irish Open                      | Herreneinzel | 1     | Iain Sydie                    |
| 1995   | Kanada: Einzelmeisterschaften   | Herrendoppel | 1     | Anil Kaul / Iain Sydie        |
| 1995   | Panamerikaspiele                | Herrendoppel | 1     | Anil Kaul / Iain Sydie        |
| 1996   | Kanada: Einzelmeisterschaften   | Herreneinzel | 1     | Iain Sydie                    |
| 1996   | Kanada: Einzelmeisterschaften   | Herrendoppel | 1     | Anil Kaul / Iain Sydie        |
| 1996   | Olympia                         | Herreneinzel | 9     | Iain Sydie                    |
| 1997   | Peru International              | Herrendoppel | 1     | Rasmus Wengberg / Iain Sydie  |
| 1997   | Panamerikameisterschaft         | Mixed        | 1     | Iain Sydie / Denyse Julien    |
| 1997   | Kanada: Einzelmeisterschaften   | Herrendoppel | 1     | Iain Sydie / Brent Olynyk     |
| 1997   | Kanada: Einzelmeisterschaften   | Mixed        | 1     | Iain Sydie / Denyse Julien    |
| 1998   | Kanada: Einzelmeisterschaften   | Mixed        | 1     | Iain Sydie / Denyse Julien    |
| 1998   | Peru International              | Mixed        | 1     | Iain Sydie / Charmaine Reid   |
| 1998   | Portugal International          | Mixed        | 1     | Ian Sydie / Denyse Julien     |
| 1998   | Peru International              | Herrendoppel | 1     | Mike Beres / Iain Sydie       |
| 1998   | Suriname International          | Herrendoppel | 1     | Brent Olynyk / Iain Sydie     |
| 1998   | Suriname International          | Mixed        | 1     | Iain Sydie / Denyse Julien    |
| 1998   | Kanada: Einzelmeisterschaften   | Herrendoppel | 1     | Iain Sydie / Darryl Yung      |
| 1999   | Canadian Open                   | Mixed        | 1     | Iain Sydie / Denyse Julien    |
| 1999   | Kanada: Einzelmeisterschaften   | Herrendoppel | 1     | Iain Sydie / Brent Olynyk     |
| 1999   | Kanada: Einzelmeisterschaften   | Mixed        | 1     | Iain Sydie / Denyse Julien    |
| 1999   | Panamerikameisterschaft         | Herrendoppel | 1     | Brent Olynyk / Iain Sydie     |
| 1999   | Panamerikameisterschaft         | Mixed        | 1     | Iain Sydie / Denyse Julien    |
| 2000   | Kanada: Einzelmeisterschaften   | Mixed        | 1     | Iain Sydie / Denyse Julien    |